# Острови на Тувалу
| Атоли                                                   |         |       |      |     |
| Фунафути                                                | Вайаку  | 2,54  | 4492 | 30  |
| Нанумеа                                                 | Лолуа   | 3,87  | 664  | 6   |
| Нуи                                                     | Танраке | 3,87  | 548  | 21  |
| Нукуфетау                                               | Сававе  | 3,07  | 586  | 33  |
| Нукулаелае                                              | Фанагуа | 1,66  | 393  | 16  |
| Ваитупу                                                 | Асау    | 5,59  | 1591 | 9   |
| Острови                                                 |         |       |      |     |
| Нануманга                                               | Тонга   | 2,8   | 589  | 51) |
| Ниутао                                                  | Кулиа   | 2,53  | 663  | 41) |
| Тувалу                                                  | Вайаку  | 25,93 | 9561 | 124 |
| 1) основните острови плюс островчета в закритата лагуна |         |       |      |     |

Островите на Тувалу са група коралови острови, наричани острови Елис (Ellice) до 1975 г., намиращи се в Полинезия, югозападната част на Тихи океан.
Общата им площ е 25,93 км². Включват 9 острова, 6 от които са атоли. Тъй като атолите обикновено са съставени от няколко по-малки островчета, обграждащи лагуната, то общият брой на островите и островчетата достига 124.
Административно държавата Тувалу е разделена на 7 островни (Нанумеа, Ниутао, Нануманга, Нуи, Ваитупу, Нукулаелае и Нукуфетау) и 1 градски съвет (Фунафути).
Населението по данни от преброяване през 2002 г. наброява 9561 души. Поне 11 от островите са обитаеми, включвайки най-големите острови на всеки от атоллите и 2 островчета от групата на атола Фунафути. Най-малкият от 9-те острова е Ниулакита — необитаем до 1949 г., когато го заселват жители от остров Ниутао.